# Bibert
Bibert er en knap 36 km  lang flod i landkreisene Fürth og  Ansbach i Mittelfranken,  i den tyske delstat Bayern.

## Geografi
Bibert har sit udspring sydvest for Schmalnbühl i kommunen Flachslanden i landskabet Frankenhöhe og løber gennem landskabet  Rangau. Her  går den  gennem kommunerne Rügland og Dietenhofen. Ved  Münchzell munder Haselbach ud i Bibert. Syd for sammenløbet med bækkene Egels og Weihersmühlbach ligger Schwaighausen. Den passerer syd om Großhabersdorf og Vincenzenbronn. Øst for landsbyen Bubenmühle danner Bibert grænsen mellem Ammerndorf og Roßtal. Ved  Zirndorf ligger bydelene Weinzierlein, Wintersdorf og Leichendorfermühle syd for Bibert som skærer igennem Leichendorf og Zirndorf. Det sidste stykke af Bibert, omkring 1,9 kilometer, danner grænse mellem byerne Zirndorf og Oberasbach. Bibert munder ud i Rednitz ovenfor Weikershof, der er en del af  byområdet Fürth.